# Jällunden
Jällunden är en sjö i Gislaveds kommun och Hylte kommun i Småland och ingår i Nissans huvudavrinningsområde. Sjön är 13,3 meter djup, har en yta på 8,32 kvadratkilometer och befinner sig 153 meter över havet. Sjön avvattnas av vattendraget Färgån (Gussboån). Vid provfiske har bland annat abborre, braxen, gers och gädda fångats i sjön.
Sjön är cirka 11 kilometer lång från dess syd- till dess nordspets. Den avvattnas åt söder mot Nissan. I sjön finns ett flertal mindre öar, bland andra Byö och Sörö.

## Delavrinningsområde
Jällunden ingår i delavrinningsområde (632872-136074) som SMHI kallar för Utloppet av Jällunden. Medelhöjden är 167 meter över havet och ytan är 56,65 kvadratkilometer. Räknas de 2 avrinningsområdena uppströms in blir den ackumulerade arean 69,24 kvadratkilometer. Färgån (Gussboån) som avvattnar avrinningsområdet har biflödesordning 2, vilket innebär att vattnet flödar genom totalt 2 vattendrag innan det når havet efter 78 kilometer. Avrinningsområdet består mestadels av skog (67 procent). Avrinningsområdet har 9,61 kvadratkilometer vattenytor vilket ger det en sjöprocent på 16,9 procent.

## Fisk
Vid provfiske har följande fisk fångats i sjön:
- Abborre
- Braxen
- Gärs
- Gädda
- Gös
- Mört
- Sik
- Siklöja